# Заспанка за војнике (мини-серија)
Заспанка за војнике је српска мини-серија која је рађена по мотивима Српске трилогије Стевана Јаковљевића. Серија је сачињена из нових и сцена из истоименог филма. Серија је емитована на мрежи Нова.

## Радња
Стеван Јаковљевић, професор биологије и учесник Првог светског рата, долази на 20. годишњицу рата и отварање спомен-костурнице у село где је некада боравио заједно са својом првом ратном јединицом, Петом артиљеријском батеријом.
Стеван је током рата отишао на изненадно одсуство како би видео шта је са његовом породицом, јер је чуо да су његово село напали Бугари. Касније је прекомандован и један од разлога што долази на постављање костурнице је што жели да сазна шта је било са његовим првим ратним саборцима, посебно непосредно надређеним поручником Александром.
Сусреће само команданта и кроз њихова сећања отвара се судбина Пете батерије која је престала да постоји баш у том селу, тешки, али и радосни моменти, као и Стеванов и Александров однос који од почетне нетрпељивости постаје пријатељски.
У овој причи о храбрости и пријатељству, лик поручника Александра чија се судбина сазнаје на крају, показаће и зашто је српска војска упркос свим недаћама успевала да изнесе толике војне подухвате, јер је један човек, поручник, надређени свесно жртвовао свој живот, пре тога углед и част, да би спасао бар једног свог војника.

## Улоге
| Глумац            | Улога            |
| ----------------- | ---------------- |
| Љубомир Бандовић  | командант        |
| Марко Васиљевић   | Стеван           |
| Вук Јовановић     | Александар       |
| Марко Павловски   | Рајко            |
| Ненад Окановић    | Таса             |
| Марко Гверо       | Јанкуљ           |
| Александар Ђурица | наредник Милутин |
| Иван Ђорђевић     | Крсто Возар      |
| Никола Илић       | Траило Живуљовић |
| Милица Михајловић | Стеванова мајка  |
| Тихомир Арсић     | Радојков отац    |
| Тара Јевросимовић | Стеванова сестра |
| Наташа Нинковић   | жена у црном     |
| Радош Бајић       | Стеванов отац    |
| Небојша Глоговац  | сељак            |

Остале улоге  ▼
| Глумац           | Улога         |
| ---------------- | ------------- |
| Јован Гулан      | Посилни       |
| Марко Јанкетић   | српски војник |
| Петар Кокиновић  | Жућа          |
| Ангела Костић    |               |
| Вук Костић       | српски војник |
| Александар Ђурић | Милан         |
| Нина Мрђа        | Јела          |
| Марко Павловић   | Станислав     |
| Милојко Павловић | свештеник     |
| Стефан Радоњић   |               |
| Стефан Вукић     | Радојко       |